# Ajla Del Ponte
Ajla Del Ponte (Bignasco, 15 luglio 1996) è una velocista svizzera, campionessa europea indoor dei 60 metri piani a Toruń 2021.
Nel suo palmarès vanta anche una medaglia di bronzo nella staffetta 4×100 metri agli europei under 23 di Bydgoszcz 2017.

## Biografia
Originaria del comune svizzero di Bignasco, di ascendenze bosniache invece per parte di madre inizia a praticare l'atletica leggera sin da giovane età. 
Ai mondiali juniores di Eugene 2014 non va oltre le batterie dei 100 metri con una prestazione di 11"99, ma ottiene un quinto posto nella staffetta 4×100 metri con Majella Hauri, Sarah Atcho e Irina Strebel. Il 18 agosto 2016 prende parte alla staffetta 4×100 m dei Giochi olimpici di Rio de Janeiro 2016, assieme a Sarah Atcho, Ellen Sprunger e Salomé Kora, in una gara che vede il quartetto svizzero uscire alle batterie con un tempo di 43"02.
Agli europei indoor di Belgrado 2017 si dedica solamente ai 60 metri piani, centrando un primato personale di 7"35 alle batterie, prima di fermarsi in semifinale. Nell'estate del 2017 rappresenta la Svizzera agli europei a squadre di Lilla, ottenendo un primo posto nella 4×100 metri (43"77 con Samantha Dagry, Mujinga Kambundji e Salomé Kora). Tale successo aiuterà gli elvetici ad ottenere la promozione in Super League al termine della rassegna. Durante un meeting a Losanna nei primi giorni di luglio migliora il suo personale nei 100 metri, correndo in 11"44 con un vento a favore di 0,6 m/s.
Il 14 luglio 2017, agli europei under 23 di Bydgoszcz, coglie il quinto posto nei 100 metri piani con un tempo di 11"66, distante soli otto centesimi dal podio. Due giorni dopo si consola con il bronzo nella staffetta 4×100 metri (in squadra con la ticinese vi sono Sarah Atcho, Riccarda Dietsche e Géraldine Frey), poco dietro a Spagna e Francia. Il 28 agosto 2017 vince la medaglia d'oro nella staffetta 4×100 m alle Universiadi di Taipei con le connazionali Caroline Agnou, Cornelia Albeer, Salome Kora e Salina Jackowski in 43"81. Il 5 luglio 2018 migliora il record nazionale della 4×100 m a Losanna con Sarah Atcho, Mujinga Kambundji e Salomé Kora, con il tempo di 42"29.
Nel 2019 vince la medaglia d'argento nei 100 m piani alle Universiadi di Napoli, correndo in 11"33, a 1 centesimo dalla prima; due giorni dopo conquista l'oro nella 4×100 m in 43"72 con Salomé Kora, Sarah Atcho e Samantha Dagry.
Nel 2021 raggiunge la finale del 100 m piani alle Olimpiadi di Tokyo 2020 posizionandosi al quinto posto e conclude la staffetta 4x100 al quarto posto. Ad agosto del 2021 a La Chaux-de-Fonds ritocca il record svizzero con il tempo di 10"90 e fissa il record personale dei 200 m piani con il tempo di 22.38, a 12 centesimi dal primato svizzero di Mujiinga Kambundji.
Oltre al costante impegno nell'atletica Ajla si dedica da tempo alla sua seconda grande passione: le capriole in acqua. La sua tecnica sta progredendo rapidamente e lei stessa ha dichiarato: "È l'unica cosa bella da fare in acqua". 

## Progressione

### 100 metri piani
| Stagione | Tempo | Luogo          | Data      | Rank. Mond. |
| -------- | ----- | -------------- | --------- | ----------- |
| 2021     | 10"90 | Chaux-de-Fonds | 14-8-2021 |             |
| 2020     | 11"08 | Bulle          | 11-7-2020 |             |
| 2019     | 11"29 | Chaux-de-Fonds | 30-6-2019 |             |
| 2018     | 11"21 | Chaux-de-Fonds | 1-7-2018  |             |
| 2017     | 11"42 | Bulle          | 18-6-2017 |             |
| 2016     | 11"52 | Lucerna        | 14-6-2016 |             |
| 2015     | 11"90 | Basilea        | 29-8-2015 |             |
| 2014     | 11"82 | Mannheim       | 5-7-2014  |             |

### 200 metri piani
| Stagione | Tempo | Luogo          | Data      | Rank. Mond. |
| -------- | ----- | -------------- | --------- | ----------- |
| 2021     | 22"38 | Chaux-de-Fonds | 14-8-2021 |             |
| 2020     | 23"02 | Arnhem         | 18-7-2020 |             |
| 2019     | 23"59 | Chaux-de-Fonds | 30-6-2019 |             |
| 2018     | 23"07 | Chaux-de-Fonds | 1-7-2018  |             |
| 2017     | 23"76 | Oordegem       | 27-5-2017 |             |

## Palmarès
| Anno | Manifestazione  | Sede           | Evento      | Risultato  | Prestazione | Note                                     |
| ---- | --------------- | -------------- | ----------- | ---------- | ----------- | ---------------------------------------- |
| 2014 | Mondiali U20    | Eugene         | 100 m piani | Batteria   | 11"99       |                                          |
| 2014 | Mondiali U20    | Eugene         | 4×100 m     | 5ª         | 45"02       | Miglior prestazione personale stagionale |
| 2016 | Europei         | Amsterdam      | 4×100 m     | 5ª         | 43"00       |                                          |
| 2016 | Giochi olimpici | Rio de Janeiro | 4×100 m     | Batteria   | 43"12       |                                          |
| 2017 | Europei indoor  | Belgrado       | 60 m piani  | Semifinale | 7"39        |                                          |
| 2017 | Europei U23     | Bydgoszcz      | 100 m piani | 5ª         | 11"66       |                                          |
| 2017 | Europei U23     | Bydgoszcz      | 4×100 m     | Bronzo     | 44"07       |                                          |
| 2017 | Mondiali        | Londra         | 4×100 m     | 5ª         | 42"51       |                                          |
| 2017 | Universiadi     | Taipei         | 100 m piani | 8ª         | 11"62       |                                          |
| 2017 | Universiadi     | Taipei         | 4×100 m     | Oro        | 43"81       |                                          |
| 2018 | Mondiali indoor | Birmingham     | 60 m piani  | Semifinale | 7"40        |                                          |
| 2018 | Europei         | Berlino        | 100 m piani | Semifinale | 11"38       |                                          |
| 2018 | Europei         | Berlino        | 4×100 m     | 4ª         | 42"30       |                                          |
| 2019 | Europei indoor  | Glasgow        | 60 m piani  | 8ª         | 7"30        |                                          |
| 2019 | Universiadi     | Napoli         | 100 m piani | Argento    | 11"33       |                                          |
| 2019 | Universiadi     | Napoli         | 4×100 m     | Oro        | 43"72       |                                          |
| 2019 | Mondiali        | Doha           | 100 m piani | Batteria   | 11"36       |                                          |
| 2019 | Mondiali        | Doha           | 4×100 m     | 4ª         | 42"18       | Record nazionale                         |
| 2021 | Europei indoor  | Toruń          | 60 m piani  | Oro        | 7"03        | Miglior prestazione mondiale stagionale  |
| 2021 | Giochi olimpici | Tokyo          | 100 m piani | 5ª         | 10"97       |                                          |
| 2021 | Giochi olimpici | Tokyo          | 4×100 m     | 4ª         | 42"08       |                                          |
| 2022 | Mondiali        | Eugene         | 100 m piani | Batteria   | 11"41       |                                          |
| 2022 | Mondiali        | Eugene         | 4×100 m     | 7ª         | 42"81       |                                          |
| 2022 | Europei         | Monaco         | 4x100 m     | Batteria   | 43"93       |                                          |